# Il sesso degli angeli (film 2022)
Il sesso degli angeli è un film italiano del 2022 scritto, diretto e interpretato da Leonardo Pieraccioni.

## Trama
Don Simone è un parroco fiorentino la cui chiesa subisce dei seri danni a causa delle infiltrazioni d'acqua. La fortuna sembra tuttavia sorridergli quando, proprio dopo il crollo del soffitto, un notaio gli porta la notizia che suo zio Waldemaro gli ha lasciato in eredità un'avviatissima attività in Svizzera, senza però specificare di che si tratti, e che ha una settimana di tempo per accettarla o girarla al cugino Antonello.
Simone parte quindi per Lugano con il fido sacrestano Giacinto, ma arrivati a destinazione scoprono la scioccante verità: l'attività in questione è infatti un bordello, legale nel paese e gestito dalla bella Lena assieme alle altre prostitute ragazze che vi lavorano. Simone, che inizialmente cela la propria professione di prete, viene quindi preso dal dubbio anche a causa di alcune visioni di suo zio che lo spronano ad abbandonare l'abito talare e soprattutto dell'affetto che viene a crearsi tra lui e Lena, e tra Giacinto e Margò, un'altra prostituta. 
Al termine della settimana concessa dal testamento e dopo aver rivelato di essere un sacerdote, Simone decide di tornare a Firenze ma al momento di abbandonare l'eredità nota un cavillo burocratico secondo cui l'edificio, inizialmente costruito come scuola materna, non aveva mai cambiato destinazione d'uso. Simone tiene l'eredità e, ricattando un funzionario pubblico che, all'oscuro della moglie, era tra i clienti del postribolo, trasforma lo stabilimento in un asilo privato. Con i proventi del nuovo business finanzia varie opere di beneficenza in Africa. Placa così l'inquietudine della Curia, ed aiuta poi anche Lena a cambiare vita, riuscendo a far sì che la donna possa incontrare più spesso il proprio figlio, in affidamento presso una casa-famiglia di Bologna.

## Produzione
Le riprese del film si sono svolte tra Roma, Firenze e Lugano.

## Distribuzione
Il 15 marzo 2022 è stato pubblicato il trailer del film.
La pellicola è stata distribuita nelle sale a partire dal 21 aprile 2022.

## Accoglienza

### Incassi
Il film ha incassato 1,51 milioni di euro in diciotto settimane di programmazione nelle sale cinematografiche, di cui 693 mila euro nel primo fine settimana.